# Bodoni
A Bodoni betűkép első változatát Giambattista Bodoni (1740–1813), egy híres olasz kiadó, nyomdász és tipográfus készítette el. A Bodoni Múzeumot, amit őróla neveztek el, 1963-ban nyitották meg Parmában. 
A Bodoni a legrégebbi a klasszicista serif betűképek közül. 
Mint olyan, a vastagsága minden betűképpel sűrűn változik, ezért kitűnően lehet díszítő szövegekben használni. Olvashatósága miatt azonban nem lehet alkalmazni hosszú szövegekben, ezért inkább címsorokban és reklámszövegekben használják. Például az IBM évtizedekig a Bodoni betűképet használta a céges tervezésekben.

## Lásd még
- Betűképek listája